# Karl-Friedrich Merten
Karl-Friedrich Merten (15 d'agost de 1905 - 2 de maig de 1993) va ser un militar alemany, comandant l'U-68 a la Kriegsmarine de l'Alemanya nazi durant la Segona Guerra Mundial. Va rebre la Creu de Cavaller de la Creu de Ferro amb Fulles de Roure. A Merten se li va atribuir l'enfonsament de 27 vaixells per a un total de 170.151 tones de registre brut (TRB) de transports aliats. Merten es va unir a la Reichsmarine (armada de la República de Weimar) el 1926. Va servir als creuers lleugers Karlsruhe i Leipzig durant les patrulles de la Guerra Civil espanyola.
A l'esclat de la Segona Guerra Mundial, va ser estacionat al cuirassat Schleswig-Holstein, participant a les batalles de Westerplatte i a de Hel. Es va transferir a l'arma de submarins el 1940, al principi servint com a oficial de guàrdia a l'U-38 abans de prendre el comandament de l'U-68 a principis de 1941. Comandant l' U-68 en cinc patrulles de guerra, patrullant a l'oceà Atlàntic, el mar Carib i l'oceà Índic, va rebre la Creu de cavaller de la Creu de Ferro el 13 de juny de 1942 i les Fulles de Roure per a la seva creu de cavaller el 16 de novembre de 1942. En la segona patrulla, Merten va ajudar a rescatar les tripulacions del creuer auxiliar Atlantis i el vaixell de reabastiment Python, que havia estat enfonsat per la Royal Navy. El gener de 1943, Merten es va convertir en el comandant de la 26a Flotilla de submarins i el març de 1943, Merten va rebre el comandament de la 24a Flotilla de submarins. El febrer de 1945, va ser destinat al Quarter General del Führer a Berlín. Al final de la guerra, va ser fet presoner de guerra per les forces nord-americanes i alliberat de nou a finals de juny de 1945.
Després de la guerra, Merten va treballar en el rescat de vaixells enfonsats al riu Rin. El novembre de 1948, Merten va ser detingut pels francesos i acusat d'un presumpte enfonsament il·legal del petrolier francès Frimaire el juny de 1942. Va ser absolt i més tard va treballar a la indústria de la construcció naval. Merten, que havia escrit les seves memòries i llibres sobre la guerra dels submarins, va morir de càncer el 2 de maig de 1993 a Waldshut-Tiengen.

## Biografia
Merten va néixer el 15 d'agost de 1905 a Posen, a la província prussiana de Posen a l'Imperi Alemany, l'actual Poznań, Polònia. El seu pare era el Dr. jur. Karl-Friedrich Merten, que el 1910 es va convertir en l'alcalde d'Elbing, l'actual Elbląg. El 1934, va ser obligat a deixar el càrrec quan es va negar a unir-se al Partit Nazi. Merten tenia una germana i un germà, tots dos van morir abans que ell tingués set anys. El seu germà petit Klaus, com a Feldwebel (sergent d'estat major) en un pelotó de pioners, va morir el 1942 de les ferides sofertes al front oriental. Amb tretze anys, Merten es va incorporar a la Königliches Preußisches Kadettenhaus (Cadets de la Casa Reial Prussiana) aKöslin, l'actual Koszalin, l'1 d'abril de 1918. Després de la Primera Guerra Mundial, la casa de cadets es va transformar en un internat estatal. Allà, va assistir a l'escola de 1920 a 1926 i es va graduar amb el seu Abitur (qualificació d'accés a la universitat) el 20 de març de 1926.
Es va incorporar a la Reichsmarine l'1 d'abril de 1926 com a membre de "Crew 26" (la classe entrant de 1926)). Va rebre un entrenament militar bàsic amb la 5a companyia del 2n departament de la divisió de vaixells permanents del mar Bàltic al Dänholm a Stralsund. Merten va ser traslladat després al vaixell escola Niobe (12 de juliol - 17 d'octubre de 1926), assolint el grau de Seekadett el 12 d'octubre de 1926. Després d'una estada de 17 mesos a bord del creuer Emden (18 d'octubre de 1926 - 24 de març de 1928), va avançar de grau a Fähnrich zur See l'1 d'abril de 1928.

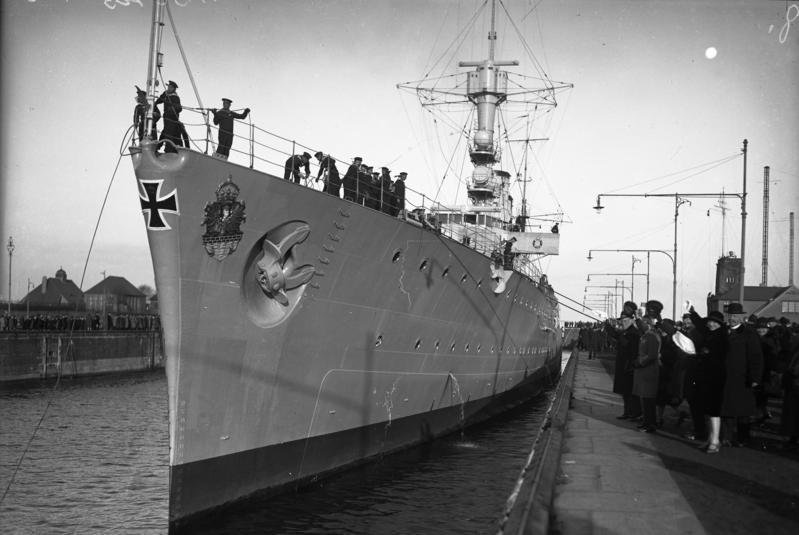
Emden a port, 1928

Merten va navegar en el primer creuer d'entrenament a bord de l'Emden, que va començar el 14 de novembre de 1926 i va començar a Wilhelmshaven. El viatge el va portar a ell i a la seva tripulació per Àfrica fins a Indonèsia i les illes Cocos, on es va perdre el SMS Emden el 9 de novembre de 1914. Allà la tripulació va celebrar una commemoració el 15 de març de 1927. El viatge va continuar fins al Japó i Alaska per la costa oest d'Amèrica del nord, i Amèrica del Sud, al voltant del cap d'Hornos. Van celebrar Nadal i Cap d'Any a Rio de Janeiro. D'allà es van dirigir cap a Amèrica central i les Açores. La seva última escala va ser Vilagarcía de Arousa abans de tornar a casa el 14 de març de 1928.
Després del seu viatge a l'Emden, Merten va assistir al curs principal de cadets a l'Acadèmia Naval de Mürwik (25 de març de 1928 - 22 de març de 1929). Aquest curs es va interrompre breument per dos cursos d'entrenament de navegació, el primer al tendre Nordsee (9-13 de juliol de 1928) i el segon al vaixell d'exploració Meteor (8-13 d'octubre de 1928). Després es va sotmetre a una sèrie de cursos de formació especialitzats que incloïen un curs de torpedes a Mürwik (23 de març - 1 de juny de 1929), un curs de comunicació per a cadets a Mürwik de nou (2 de juny - 6 de juliol de 1929), un curs de recerca per a cadets a Kiel (7 de juliol - 4 d'agost de 1929), un curs d'infanteria naval per a cadets amb la 8a companyia del 2n batalló de la divisió de vaixell permanent a Stralsund (5 d'agost - 27 d'octubre de 1929), i, finalment, un curs d'artilleria per a cadets a Kiel-Wik (28 d'octubre de 1929 – 2 de febrer de 1930). Merten va ser traslladat després al cuirassat Elsass (3-24 de febrer de 1930) i Schleswig-Holstein (25 de febrer - 22 de setembre de 1930) per a un entrenament posterior. En aquesta tasca, va ser ascendit a Oberfähnrich zur See l'1 de juny de 1930. El seu mentor cadet a l'Elsass i al Schleswig-Holstein va ser el Korvettenkapitän Ernst Lindemann. Lindemann va comandar més tard el cuirassat Bismarck. La següent posició de servei de Merten va ser un oficial d'artilleria al creuer lleuger Königsberg (23 de setembre de 1930 - 23 de setembre de 1931). Allà va ser nomenat oficial, aconseguint el grau de Leutnant zur See (subtinent en funcions) l'1 d'octubre de 1930. La seva estada al Königsberg es va interrompre breument per un curs de protecció de gas (6-16 de gener de 1931).
Durant dos anys, Merten es va convertir després en instructor d'artilleria a l'Escola d'Artilleria Naval de Kiel-Wik (24 de setembre de 1931 - 29 de setembre de 1933). Durant aquest període, el mateix Merten va assistir a un curs d'artilleria antiaèria a Wilhelmshaven (16 de febrer - 12 de maig de 1932), i a un curs d'instructors d'artilleria antiaèria a Wilhelmshaven i al tender Fuchs (11 d'octubre - 14 de desembre de 1932). El 15 de desembre de 1932, Merten va ser destinat al vaixell entrenament d'artilleria Bremse, servint com a 2n oficial d'artilleria. Després d'aquesta assignació, que va acabar el 25 de març de 1933, va ser ascendit a Oberleutnant zur See l'1 d'abril de 1933. El 1933, Merten va conèixer per primera vegada la seva futura esposa, Ruth Oldenburg de Wiesbaden. En aquell moment, era estudiant de medicina del primer semestre a la Universitat de Kiel. El 15 de març de 1934, l'Oficina de Personal Naval va atorgar l'aprovació del matrimoni. Es van casar el 21 d'abril de 1934 a Wiesbaden. El matrimoni va donar lloc al naixement d'una filla, Karen-Helge, nascuda l'11 de juny de 1935, un fill Karl-Friedrich Birger, nascut el 15 de març de 1939, i un altre fill, Jan, nascut el febrer de 1947.
Durant els cinc mesos següents (30 de setembre de 1933 - 26 de febrer de 1934), Merten va servir com a referent d'artilleria amb el Comandant dels Buscamines (FdM). Paral·lelament a aquesta tasca, va exercir com a 2n oficial de guàrdia al torpediner T-156 a la 2a Flotilla de Buscamines-Demi-Flotilla, així com tinent de bandera amb el comandant de les forces de reconeixment (BdA) a la licitació de la flota Hella (6-29 de gener de 1934). Després va ser destinat al curs d'entrenament antiartilleria a l'Escola d'Artilleria de la Costa Naval a Wilhelmshaven (27 de febrer - 28 de març de 1934). Després es va traslladar de nou a la seva antiga posició d'oficial de 2n de guàrdia en el vaixell torpediner T-156 (29 de març - 30 de setembre de 1934), aquesta publicació es va interrompre breument per un trasllat al creuer lleuger Königsberg (8 de juliol - 2 d'agost de 1934).
Merten va ser destinat al creuer lleuger Karlsruhe (21 de setembre de 1935 - 7 de març de 1937), servint com a 2n oficial d'artilleria i oficial de guàrdia. L'1 d'abril de 1936, Merten va ser ascendit a Kapitänleutnant i el 2 d'octubre de 1936 va rebre la Medalla del llarg Servei a la Wehrmacht de 4a Classe, que havia estat creat el 16 de març de 1936, per quatre anys de servei militar. En tasques consecutives, va ser traslladat breument al creuer lleugerLeipzig (8 de març - 20 de maig de 1937), servint com a oficial d'artilleria antiaèria, i després de nou al Karlsruhe (21 de maig - 11 de juny de 1937). A bord del Karlsruhe i del Leipzig va participar en les patrulles de la Kriegsmarine de no intervenció de la Guerra Civil Espanyola. Per aquest servei va rebre la Creu Espanyola de Bronze el 20 d'abril de 1938. Merten va dirigir un curs d'entrenament del veler Star (21 de juliol - 29 de setembre de 1937) i després va rebre el comandament del vaixell d'escorta F-7 (30 de setembre de 1937). – 12 de febrer de 1939.

### Segona Guerra Mundial
De l'1 de març al 30 de juny de 1939, Merten va fer un curs d'entrenament d'oficials d'artilleria per a cuirassats i va ser destinat a Schleswig-Holstein el juliol de 1939 com a oficial d'entrenament de cadets. La Segona Guerra Mundial va començar l'1 de setembre de 1939 quan les forces alemanyes van envair Polònia. Merten va participar en el bombardeig de la base polonesa a la Westerplatte de Danzig a les primeres hores del matí de l'1 de setembre de 1939. El 7 de setembre, va dirigir les tropes d'infanteria naval de Schleswig-Holstein a la batalla d'Hel. Juntament amb el 5. Marineartillerie-Abteilung (5è Departament d'Artilleria Naval), les tropes alemanyes van desembarcar a la península de Hel. Per les seves accions en aquestes batalles va rebre la Creu de Ferro de 2a classe el 2 d'octubre de 1939.
Merten es va oferir voluntari per al servei amb el braç d'U-boat l'any 1940. Va assistir al seu primer curs d'entrenament en submarins amb l'escola de torpedes de Flensburg-Mürwik (29 d'abril-2 de juny de 1940), seguit d'un altre curs a l'escola de comunicacions, també a Flensburg-Mürwik (3-30 de juny de 1940). Després va ser destinat a la 1a Divisió d'Entrenament d'U-boat (1 de juliol - 29 de setembre de 1940), seguit d'un curs de comandant d'U-boat amb la 24a Flotilla U-boat (30 de setembre - 29 de novembre de 1940). El 30 de novembre de 1940, Merten va ser traslladat a la 2a Flotilla U-boat, unint-se a la tripulació de l'U-38 del Kapitänleutnant Heinrich Liebe com a comandant en formació i oficial de guàrdia. Merten va fer una patrulla de guerra amb l'U-38 (18 de desembre de 1940 - 22 de gener de 1941). Aquesta va ser la vuitena patrulla de guerra de Liebe com a comandant, durant la qual es van enfonsar dos vaixells de 16.583 TRB.

### Comandant de submarins i primera patrulla
El 24 de gener de 1941, Merten va ser estacionat a la drassana DeSchiMAG AG Weser a Bremen, per familiaritzar-se amb l'U-68. L'U-68 va ser un submarí tipus IXC, dissenyat com un gran submarí oceànic per a operacions sostingudes lluny de les instal·lacions de suport domèstic. Merten va comissionar l'U-68 l'11 de febrer de 1941 a la 2a Flotilla de submarins. Va portar l'U-68 en cinc patrulles de guerra, patrullant a l'oceà Atlàntic, al mar Carib i a l'oceà Índic. Va cedir el comandament de l'U-68 el 18 de gener de 1943 a l'Oberleutnant zur See Albert Lauzemis.
La primera patrulla de Merten (30 de juny - 1 d'agost de 1941) va ser una patrulla de transferència a l'oceà Atlàntic nord, agafant l'U-68 de Kiel a Lorient. La patrulla, que va portar l'U-68 a l'Atlàntic Nord, va durar 33 dies i va cobrir 6.416 milles nàutiques (11.882 quilòmetres; 7.383 milles) a flotació i 97 milles nàutiques (180 km; 112 milles) submergit. El seu primer oficial de guàrdia en aquesta patrulla era Oberleutnant zur See August Maus, el segon oficial de guàrdia era Lauzemis. Merten no va enfonsar cap vaixell en aquesta patrulla.
Durant els primers cinc dies d'aquesta patrulla, l'U-68 va ser sotmès a un atac de càrregues de profunditat i gairebé va ser embolicat per un destructor de la Royal Navy al sud d'Islàndia. Més tard, Merten va intentar torpedinar i va entrar en contacte amb un comboi britànic, que va tornar a perdre sense disparar ni un sol torpede. Quan la bomba de sentina principal va fallar, cosa que va impedir la capacitat de busseig dels submarins, Merten va decidir avortar la missió i es va dirigir cap a França. Durant el viatge cap a França, el motor dièsel d' estribord va fallar i un membre de la tripulació va emmalaltir de pneumònia. L'U-68 va arribar a Lorient l'1 d'agost de 1940.

### Segona patrulla, rescat de tripulacions aliades
En la segona patrulla (11 de setembre - 25 de desembre de 1941), Merten es va dirigir cap a l'oceà Atlàntic mitjà i meridional, l'illa de l'Ascensió, fins a Santa Helena i Cap Verd. La patrulla, portant l'U-68 a l'Atlàntic Sud, va durar 116 dies i va cobrir 17.481 milles nàutiques (32.375 quilòmetres; 20.117 milles) a flotació i 119 milles nàutiques (220 km; 137 milles) submergides. Durant el transcurs d'aquesta patrulla, va poder enfonsar quatre vaixells per un total de 23.697 TRB. El 22 de setembre de 1941, Merten va torpedejar el seu primer vaixell, el vaixell de vapor britànic SS Silverbelle de 5.302 GRT que navegava en el comboi SL-87. També va atacar el SS Niceto de Larrinage i el MV Edward Blyden. No obstant això, l'U-103, sota el comandament del Kapitänleutnant Werner Winter, va ser acreditats amb aquests enfonsaments. A prop de Santa Helena, Merten va enfonsar el petrolier de la flota britànica Darkdale el 22 d'octubre de 1941. El 28 d'octubre de 1941, l'U-68 va enfonsar el SS Hazelside i el mercant britànic SS Bradford City l'1 de novembre de 1941.

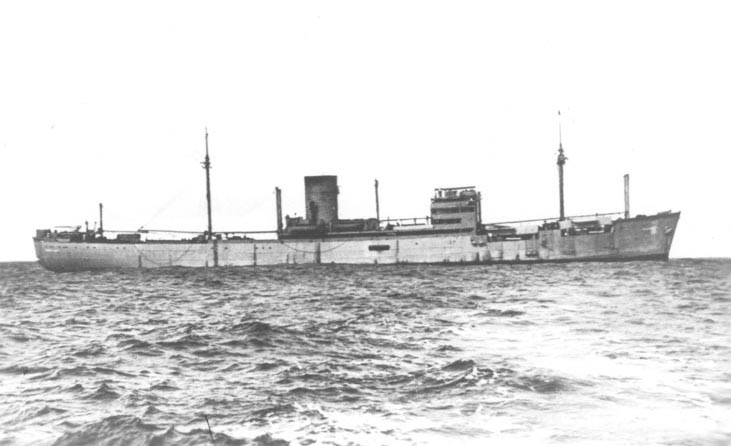
El creuer auxiliar Atlantis

El 13 de novembre de 1941, l'U-68 va ser reaprovisionat pel creuer auxiliar Atlantis sota el comandament del Kapitän zur See Kapitän zur See Bernhard Rogge. L'estat del mar era de 6 a 7 al lloc de reunió, Rogge i Merten van decidir moure el lloc de reunió 80 milles nàutiques (150 quilòmetres; 92 milles) al sud-oest. L'endemà, es van tornar a trobar i les provisions van ser traslladades a l'U-68. Durant la nit següent, l'U-68 va dur a terme una sèrie de simulacres d'atac a l'Atlantis amb finalitats d'entrenament. El 23 de novembre, l'U-68 va rebre el missatge que l'Atlantis havia estat enfonsat pel  HMS Devonshire mentre proveïa l'U-126 sota el comandament del Kapitänleutnant Ernst Bauer. L'U-126 va poder rescatar 300 mariners alemanys, inclòs Rogge. El Befehlshaber der Unterseeboote (BdU—comandant suprem de l'arma de submarins) va ordenar l'U-124, sota el comandament de Korvettenkapitän Johann Mohr, l'U-129, sota el comandament del Kapitänleutnant Nicolai Clausen, i UA, sota el comandament de Fregattenkapitän Eckermann, al rescat. Dos dies després, els supervivents van ser traslladats al vaixell de proveïment Python. El 30 de novembre, l'U-68 i l'UA es van reunir amb el Python per proveir-se de combustible. Immediatament, Merten i la tripulació van començar a prendre combustible, es van transferir 100 metres cúbics (3.500 peus cúbics), així com reposar els torpedes gastats. L'UA va arribar tard, retardant innecessàriament el procediment. Durant l'avituallament s'ha albirat una xemeneia que fa sonar les alarmes. L'U-68 acabava d'acabar el repostatge, però el pes addicional del vaixell encara no s'havia comptabilitzat, quan el Python va ser atacat per l'HMS  Dorsetshire. L'U-68 no estava preparat per al combat, Merten i la tripulació van tenir dificultats per mantenir el vaixell a la profunditat. Durant la fase vital de l'atac, l' U-68 oscil·lava entre una profunditat de 120 metres (390 peus) i 80 m (260 peus). Mantenir el vaixell a la profunditat del periscopi era impossible. Submergit, la tripulació de l' O-68 va poder sentir l'enfonsament del Python. Després de la primera salva d'advertència per part del Dorsetshire, la tripulació del Python havia optat per enfonsar el vaixell per evitar baixes innecessàries.

### Patrulles de la tercera a la cinquena
A la tercera patrulla de l'U-68 (11 de febrer - 13 d'abril de 1942), Merten va enfonsar set vaixells de 39.350 GRT. La patrulla, que va portar l'U-68 a la costa de l'Àfrica Occidental, va durar 60 dies i va cobrir 10.995 milles nàutiques (20.363 quilòmetres; 12.653 milles) a flotació i 237 milles nàutiques (439 km; 273 milles) submergides. L'U-68 va enfonsar el SS Helenus el 3 de març de 1942, el SS Baluchistan el 8 de març de 1942, el SS Baron Newlands el 16 de març de 1942. El 17 de març de 1942, tres vaixells, el SS Allende, el SS Ile de Batz i el SS Scotish Prince, estaven enfonsats. El 30 de març de 1942 el SS Muncaster Castle va rebre l'impacte de dos torpedes al sud-sud-oest de Monròvia.
A la cinquena patrulla de l'U-68 (20 d'agost - 6 de desembre de 1942), Merten va operar a la llopada Eisbär (Grup de l'ós polar), que consta de quatre submarins, l'U-68 (Merten), l'U-156 (Werner Hartenstein), l'U-172 (Carl Emmermann) i l'U-504 (Hans-Georg Friedrich Poske). Un cinquè U-boat, l'U-159 (Helmut Witte) es va unir al grup més tard, que en el transcurs d'unes setmanes durant setembre/octubre de 1942, va enfonsar més de 100.000 GRT d'enviament a Sud-àfrica. La patrulla, agafant l'U-68 cap a Sud-àfrica i al voltant de l'oceà Índic, va durar 108 dies i va cobrir 17.245 milles nàutiques (31.938 quilòmetres; 19.845 milles) a flotació i 553 milles nàutiques (1.024 km; 636 milles) submergit. L'U-68 va enfonsar el SS Trevilley el 12 de setembre de 1942 i tres més tard el SS Breedijk. El 8 d'octubre de 1942, a l'oest del cap de Bona Esperança, quatre vaixells, el SS Gaasterkerk, el SS Koumoundouros, el SS Sarthe i el SS Swiftsure, van ser enfonsats. Un dia després, Merten va enfonsar el caça belga SS i el SS Examèlia. El 6 de novembre de 1942, al seu retorn a Lorient, va enfonsar el seu últim vaixell, el vaixell de vapor britànic de passatgers de 8.034 TRB SS City of Cairo, portant el seu total a 27 vaixells de 170.151 TRB.
El Cairo portava 302 persones, entre elles 101 passatgers, entre ells 29 dones i 19 nens (a més de dues hostesses que viatjaven com a part de la tripulació). El vaixell es va enfonsar en aproximadament 25 minuts, i quan Merten va enviar el segon torpede a xocar contra el transatlàntic, va bolcar un bot salvavides i en va estavellar un altre, deixant dones i nens lluitant a l'aigua. Merten es va apropar al bot 6, preguntant-li el nom, el tonatge i la càrrega del vaixell, i va acabar la conversa dient: "Bona nit, perdó per enfonsar-te". Va assenyalar els supervivents en direcció a la terra més propera, Santa Helena, que es trobava a més de 500 milles de distància. Dos vaixells salvavides van passar tretze dies al mar, un altre 14, un en va passar 36 i només contenia tres supervivents, un va passar 51 dies i només contenia 2 supervivents. Al final, 107 de les 302 persones a bord van morir, incloses 4 de les 31 dones.
En aquesta patrulla, se li va concedir la Creu de Cavaller de la Creu de Ferro amb Fulles de Roure el 16 de novembre de 1942, el 147è oficial o soldat de la Wehrmacht tan honrat. El 30 de gener de 1943, Dönitz va concedir a Merten la Insígnia de guerra de submarins amb diamants (U-Boot-Kriegsabzeichen mit Brillanten). La presentació es va fer a l' Hotel Kaiserhof de Berlín pel Großadmiral Erich Raeder després de la presentació de les Fulles de Roure a Rastenburg. El 31 de gener de 1943, Merten, Dönitz i altres oficials de la Kriegsmarine van viatjar al Cau del Llop, la seu de Hitler a Rastenburg, l'actual Kętrzyn a Polònia, per a la presentació de les Fulles de Roure. Després de la presentació, Hitler es va reunir amb Dönitz i el Vizeadmiral Theodor Krancke en privat. En aquesta reunió, Hitler va nomenar Dönitz com a Oberbefehlshaber der Marine (comandant en cap) de la Kriegsmarine després de la dimissió de Raeder el 30 de gener de 1943. En el vol de tornada a Berlín, Dönitz va informar a Merten i als altres oficials presents d'aquest canvi de comandament.

### A terra
Després de la seva cinquena patrulla de guerra, Merten va ser traslladat a la 26a Flotilla de submarins (19 de gener - 28 de febrer de 1943) a Pillau, exercint com a subcap de flotilla. L'1 de març de 1943, va rebre el comandament de la 24a Flotilla de submarins.
Durant el seu mandat amb la 24a Flotilla de submarins, Merten va estar en conflicte freqüent amb el Gauleiter de Prússia Oriental, Erich Koch. El juliol de 1944, Koch havia ordenat a 6.000 nois no entrenats de les Joventuts Hitlerianes ocupar les posicions defensives al voltant de Memel, l'actual Klaipėda, Lituània, contra l'avanç de l'Exèrcit Roig. Merten va evacuar els joves per mar. El Großadmiral Karl Dönitz va ajudar a mitigar la situació amb el furiós Koch. L'agost de 1944, Merten va evacuar encara més 50.000 civils amb la seva flotilla.
El 12 de març de 1945, la 24a Flotilla de submarins es va dissoldre i Merten va ser destinat a la seu del Führer a Berlín com a oficial d'enllaç. Allà va ser incorporat al personal del Fliegendes Sondergericht West (Tribunal especial de guerra a l'oest) del general Rudolf Hübner. Aquesta unitat va ser creada per Hitler en resposta a la presa nord-americana del pont de Ludendorff sobre el Rin a Remagen. Tot i que Merten es va unir a aquesta unitat més tard, el tribunal va ser responsable de les condemnes a mort del Major Hans Scheller, Major August Kraft i Major Herbert Strobel, així com Hauptmann Willi Oskar Bratge i Oberleutnant Karl-Heinz Peters.
El 15 d'abril de 1945 va ser ascendit a Kapitän zur See. A finals d'abril de 1945, Merten i altres oficials van viatjar a l'Alta Baviera fins a l'anomenada Fortalesa alpina. Allà, després del final de la Segona Guerra Mundial a Europa, va ser fet presoner de guerra. From Del 25 al 29 de juny de 1945, va ser retingut en captivitat dels Estats Units a Biessenhofen, Baviera i alliberat el 29 de juny de 1945.

### Vida posterior
L'octubre de 1948, Merten, que aleshores vivia a Wiesbaden i treballava per a la Wasserstraßen-Direktion Rheinland-Pfalz (Direcció de les vies fluvials Renania-Palatinat) salvant vaixells enfonsats, va ser arrestat pels francesos i acusat d'enfonsament il·legal del petrolier francès Frimaire el juny de 1942. Des del 6 d'octubre de 1948 fins al 8 de març de 1949, va estar detingut a la presó de Cherche-Midi de París. La mateixa presó Hermann-Bernhard Ramcke estava esperant el seu judici. Merten va ser absolt el 10 de setembre de 1949. El Frimaire, que pertanyia al govern de Vichy, no s'havia marcat correctament. Merten, entre d'altres, va assistir al funeral de Karl Dönitz el 6 de gener de 1981.
El 14 de setembre de 1984 es va celebrar una reunió dels supervivents del City of Cairo a bord de l'HMS Belfast. La reunió va comptar amb la presència de 17 supervivents i Merten i va commemorar la publicació del llibre de Ralph Barker "Goodnight, Sorry for Sinking You".
El 1986, Merten i Kurt Baberg van publicar el seu llibre Wir U-Bootfahrer sagen: "Nein!" "So war das nicht!" [Els mariners d'U-Boat diem: "No!" "No va ser així!"].  Aquest llibre critica Lothar-Günther Buchheim, especialment la seva obra Die U-Boot-Fahrer [Mariners d'U-Boat], pel seu comportament anti-Dönitz.
L'1 de gener de 1969, Merten va començar a treballar per a l'Ingenieur Kontor Lübeck (IKL), dirigit per Ulrich Gabler, com a assessor militar-tàctic. Va morir de càncer el 2 de maig de 1993 a Waldshut-Tiengen.

## Resum de la carrera

### Dates de promocions
Seekadett (1926–1928)
 Fähnrich zur See (1928–1930)
 Oberfähnrich zur See (1930–1930)
 Leutnant zur See (1930–1933)
 Oberleutnant zur See (1933–1936)
 Kapitänleutnant (1936–1941)
 Korvettenkapitän (1941–1943)
 Fregattenkapitän (1944–1945)
 Kapitän zur See (1945)

### Condecoracions
Creu Espanyola en bronze - 20 d'abril de 1938
 Medalla dels 12 anys de Servei (2 d'octubre de 1936)
 Creu de Ferro 1939 de 2a Classe (2 d'octubre de 1939 &
 Creu de Ferro 1939 de 1a Classe - 30 de desembre de 1941)
 Creu de Cavaller de la Creu de Ferro amb Fulles de Roure
 Creu de Cavaller de la Creu de Ferro 13 de juny de 1942 com Korvettenkapitän i comandant del U-68
 Fulles de Roure - 16 de novembre de 1942 com Korvettenkapitän i comandant del U-68
  Creu al Mèrit de Guerra amb espases de 2a classe - 30 de gener de 1944
  Creu al Mèrit de Guerra amb espases de 1a classe - 29 d'octubre de 1944
 Insígnia de la Flota de Guerra d'Alta Mar
 Insígnia de Guerra dels Submarins amb Diamants

### Patrulles realitzades
| Num | Submarí | Sortida                | Port    | Arribada               | Data    | Durada   |
| --- | ------- | ---------------------- | ------- | ---------------------- | ------- | -------- |
| 1   | U-68    | 30 de juny de 1941     | Kiel    | 1 d'agost de 1941      | Lorient | 33 dies  |
| 2   | U-68    | 11 de setembre de 1941 | Lorient | 25 de desembre de 1941 | Lorient | 106 dies |
| 3   | U-68    | 11 de febrer de 1942   | Lorient | 13 d'abril de 1942     | Lorient | 62 dies  |
| 4   | U-68    | 14 de maig de 1942     | Lorient | 10 de juliol de 1942   | Lorient | 58 dies  |
| 5   | U-68    | 20 d'agost de 1942     | Lorient | 6 de desembre de 1942  | Lorient | 109 dies |

### Vaixells enfonsats
| Data                   | Sumbarí | Vaixell atacat        | Nacionalitat  | Tonatge | Comboi |
| ---------------------- | ------- | --------------------- | ------------- | ------- | ------ |
| 22 de setembre de 1941 | U-68    | Silverbelle           | Regne Unit    | 5.302   | SL-87  |
| 22 d'octubre de 1941   | U-68    | Darkdale              | Regne Unit    | 8.145   |        |
| 28 d'octubre de 1941   | U-68    | Hazelside             | Regne Unit    | 5.297   |        |
| 1 de novembre de 1941  | U-68    | Bradford City         | Regne Unit    | 4.953   |        |
| 3 de març de 1942      | U-68    | Helenus               | Regne Unit    | 7.366   |        |
| 8 de març de 1942      | U-68    | Baluchistan           | Regne Unit    | 6.992   |        |
| 16 de març de 1942     | U-68    | Baron Newlands        | Regne Unit    | 3.386   |        |
| 17 de març de 1942     | U-68    | Ile de Batz           | Regne Unit    | 5.755   |        |
| 17 de març de 1942     | U-68    | Scottish Prince       | Regne Unit    | 4.917   |        |
| 17 de març de 1942     | U-68    | Allende               | Regne Unit    | 5.081   |        |
| 30 de març de 1942     | U-68    | Muncaster Castle      | Regne Unit    | 5.853   | ST-18  |
| 5 de juny de 1942      | U-68    | L.J. Drake            | Estats Units  | 6.693   |        |
| 6 de juny de 1942      | U-68    | C.O. Stillman         | Panamà        | 13.006  |        |
| 10 de juny de 1942     | U-68    | Surrey                | Regne Unit    | 8.581   |        |
| 10 de juny de 1942     | U-68    | Ardenvohr             | Regne Unit    | 5.025   |        |
| 10 de juny de 1942     | U-68    | Port Montreal         | Regne Unit    | 5.882   |        |
| 15 de juny de 1942     | U-68    | Frimaire              | França        | 9.242   |        |
| 23 de juny de 1942     | U-68    | Arriaga               | Panamà        | 2.345   |        |
| 12 de setembre de 1942 | U-68    | Trevilley             | Regne Unit    | 5.296   | OS-38  |
| 15 de setembre de 1942 | U-68    | Breedijk              | Països Baixos | 6.861   |        |
| 8 d'octubre de 1942    | U-68    | Koumoundouros         | Grècia        | 3.598   |        |
| 8 d'octubre de 1942    | U-68    | Gaasterkerk           | Països Baixos | 8.679   |        |
| 8 d'octubre de 1942    | U-68    | Swiftsure             | Estats Units  | 8.207   |        |
| 8 d'octubre de 1942    | U-68    | Sarthe                | Regne Unit    | 5.271   |        |
| 9 d'octubre de 1942    | U-68    | Examelia              | Estats Units  | 4.981   |        |
| 9 d'octubre de 1942    | U-68    | Belgian Fighter       | Bèlgica       | 5.403   |        |
| 6 de novembre de 1942  | U-68    | City of Cairo         | Regne Unit    | 8.034   |        |
|                        |         | 27 vaixells enfonsats |               | 170.151 |        |

## Translation notes
1. ↑  5th company—5. Kompanie
2. ↑  2nd battalion—II. Abteilung
3. ↑  standing ship division—Schiffsstammdivision
4. ↑  main cadet course—Hauptlehrgang für Fähnriche
5. ↑  torpedo course for cadets—Torpedolehrgang für Fähnriche
6. ↑  communication course for cadets—Nachrichtenlehrgang für Fähnriche
7. ↑  mine warfare course for cadets—Sperrlehrgang für Fähnriche
8. ↑  infantry course for cadets—Infanterielehrgang für Fähnriche
9. ↑  artillery course for cadets—Artillerielehrgang für Fähnriche
10. ↑  cadet mentor—Fähnrichsvater
11. ↑  gas protection course—Gasschutzlehrgang
12. ↑  anti-aircraft artillery course—Fla-Waffenlehrgang
13. ↑  Naval Personnel Office—Marineleitung/Marine-Personalamt
14. ↑  Commander of Minesweepers—Führer der Minensuchboote
15. ↑  2nd Minesweeper-Demi-Flotilla—2. Minensuchhalbflottille
16. ↑  Commander of Scouting Forces—Befehlshaber der Aufklärungsstreitkräfte